# Russische gemeente
Met een Russische gemeente (Russisch: муниципальное образование; moenitsipalnoje obrazovanieje; letterlijk: "gemeentelijke vorm" of "gemeentelijke eenheid") worden verschillende bestuurlijke eenheden aangeduid, die elk een wettelijke vorm van lokaal zelfbestuur hebben binnen Rusland.
Sinds de federale hervormingswet Nr. 131-FZ van 6 oktober 2003 bestaan er 5 soorten gemeenten in Rusland:
- selskoje poselenieje (сельское поселение): een of meer kleine plaatsen (posjoloks, selos, choetoren, stanitsas, dorpen (derevni), kisjlaks, aoelen, etc.) binnen een landelijk gebied verenigd onder een lokaal zelfbestuur, dat direct door de bevolking of via bestuursorganen wordt verkozen;
- gorodskoje poselenieje (городское поселение): stad of nederzetting met stedelijk karakter met een lokaal zelfbestuur, dat direct door de bevolking of via bestuursorganen wordt verkozen;
- gemeentelijk district (муниципальный район): verschillende gorodskieje en selskieje poselenieja en soms ook buitengebieden verenigd onder een bestuursgebied, waarbij door middel van lokaal zelfbestuur, dat weer ofwel direct of via bestuursorganen wordt verkozen, bestuurszaken tussen onderliggende plaatsen worden geregeld. Sommige lokale bestuurszaken worden daarbij overgeheveld naar de betreffende gorodskoje of selskoje poselenieje. Bestuurszaken met betrekking tot buitengebied worden door het gemeentelijk district zelf geregeld;
- stedelijk district (городской округ): een gorodskoje poselenieje die niet tot een gemeentelijk district behoort, maar onder directe jurisdictie van het deelgebied staan, waarbinnen zij liggen. Een stedelijk districtsbestuur heeft zowel verantwoordelijkheid voor zaken op gorodskoje poselenieje-, als op gemeentelijk districtsniveau;
- stadsdeelgemeente in federale stad (внутригородская территория города федерального значения): gemeentes die onderdeel vormen van federale steden. Verkiezing als in selskoje en gorodskoje poselenieje.

## Bestuurslagen
Het territoriale bestuursysteem in Rusland bestaat uit 4 lagen, waarvan de gemeentes 2 lagen omvatten:
- Federale districten
  - deelgebieden (deelrepublieken, krajs, oblasten, autonome oblasten, autonome districten en federale steden)
    - stedelijke districten, gemeentelijke districten en stadsdeelgemeentes (onder federale steden)
      - gorodskoje poselenieje, selskoje poselenieje (alleen onder gemeentelijke districten) en buitengebieden (alleen onder sommige dunbevolkte gemeentelijke districten)

De stadsdeelgemeentes binnen de federale steden worden niet verder onderverdeeld in afzonderlijke gemeentelijke gebieden met een eigen bestuur, zoals voor de bestuurlijke hervorming het geval was.

## Schematisch
Het gemeentelijk systeem in Rusland valt sinds 2006 schematisch als volgt in te delen:
- onder deelgebieden (autonome republieken, krajs, autonome oblasten en autonome districten, behalve federale steden):

1. stedelijk district (городской округ) - bestaat uit 1 gorodskoje poselenieje - komt overeen met de voormalige steden onder jurisdictie van een deelgebied
2. gemeentelijk district (муниципальный район) - komt overeen met de voormalige rajons (districten)
  1. Gorodskoje poselenieje (городское поселение)
    - steden onder jurisdictie van gemeentelijke districten en nederzettingen met stedelijk karakter (en soms ook kleinere plaatsen)

  2. Selskoje poselenieje (сельское поселение) - komt overeen met de voormalige selsovjets en landelijke (rurale) okroegs (сельский округ)
    - dorpen, posjoloks, selos, etc.

  3. buitengebieden (межселенные территории) - bestuur op gemeentelijk districtsniveau

- onder federale steden (Moskou en Sint-Petersburg):

1. stadsdeelgemeente in federale stad (внутригородская территория города федерального значения)

Volgens cijfers van Minfin (Ministerie van Financiën van Rusland) waren op 15 oktober 2005 in Rusland 24.508 gemeentes gevormd, waaronder 1817 gemeentelijke districten, 526 stedelijke districten, 1823 gorodskieje poselenieja, 20.106 selskieje poselenieja en 236 stadsdeelgemeentes. Binnen veel gebieden hebben zich sindsdien echter alweer veranderingen voorgedaan.